# Прикрашений аспід чорноголовий
Прикрашений аспід чорноголовий (Calliophis melanurus) — отруйна змія з роду Calliophis родини Аспідові. Має 2 підвиди. Інші назви «індійська коралова змія», «струнка коралова змія».

## Опис
Загальна довжина досягає 27—50 см. Голова витягнута. Широкий округлий ніс. Рот маленький. очі невеликі з круглими зіницями. Тулуб стрункий, циліндричний, дуже тонкий (звідси одна з назв цієї змії). Хвіст куций з тупим кінцем.
Голова та шия чорного кольору з 2 кремовими плямами позаду тім'яних щитків. Горло жовте. Спина піщано—жовтого забарвлення, в центрі кожної луски є крапочка коричневого кольору. Черево помаранчеве, ближче до хвоста червоного кольору. Хвіст блакитнуватого кольору з чорними плямами. Знизу хвоста, біля основи є 2 плями червоного та блакитного забарвлення.

## Спосіб життя
Полюбляє вологі низини, рівнини. Усе життя проводить на землі. Вдень ховається під камінням або опалим листям. Активний вночі або у сутінках. Харчується сліпунами та хробаками.
Це яйцекладна змія. Про процес розмноження мало відомостей.

## Отруйність
Отрута досить потужна й небезпечна для людини. Втім не зафіксовано жодного смертельного випадку. Це пов'язано з гарною вдачею цього аспіда, який при небезпеці намагається втекти, не є агресивним.
У випадку укусу виникає біль, пухлина, отрута впливає на лімфу.

## Розповсюдження
Мешкає у штаті Махараштра (Індія), Бангладеш, на о.Шрі-Ланка.

## Підвиди
- Calliophis melanurus melanurus
- Calliophis melanurus sinhaleyus